# Talant Musanbetovics Dujsebajev
Talant Musanbetovics Dujsebajev Valódi apai neveː Ibraimovics (Szovjetunió, Frunze, 1968. június 2.  –) Kirgiz kézilabdajátékos és edző. Kétszer választották meg az év legjobb kézilabdázójának (1994, 1996). 2014 és 2016 között a magyar férfi kézilabda-válogatott kapitánya volt.
Dujsebajev az orosz kézilabda válogatottban kezdett játszani, és tagja volt az 1992-ben olimpiai bajnok és 1993-ban világbajnok együttesnek.
1996-ban és 2000-ben a spanyol válogatott tagjaként lett olimpiai bronzérmes. 1994-ben és 1996-ban a világ legjobb játékosának is megválasztották. 2006-ban, 2008-ban, és 2009-ben a BM Ciudad Real, míg 2016-ban a KS Vive Tauron Kielce edzőjeként nyerte meg a bajnokok ligáját. 2021 nyarán a Kielce 2028-ig meghosszabbította a szerződését.

## Klubjai játékosként
- 1976–1992 CSKA Moszkva
- 1992–1997 Teka Santander
- 1997–1998 TuS Nettelstedt
- 1998–2001 GWD Minden
- 2001–2007 BM Ciudad Real

## Klubjai edzőként
- 2005–2011 BM Ciudad Real
- 2011–2013 Atlético Madrid
- 2014– Vive Targi Kielce